# Schutzengelkirche (Eichstätt)

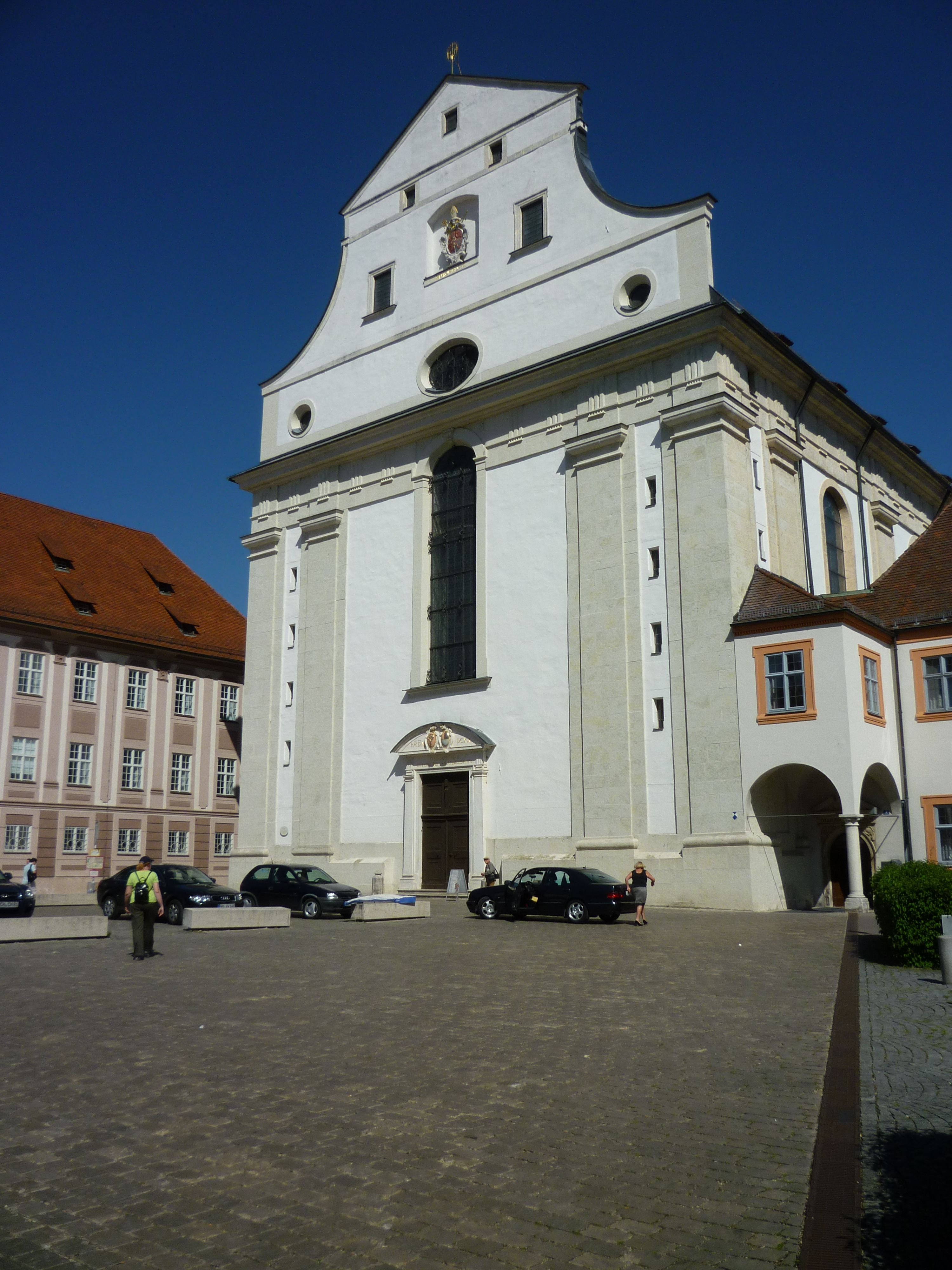
Fassade

Die Schutzengelkirche ist ein katholisches Kirchengebäude in Eichstätt.

## Geschichte
Im Zuge der Katholischen Reform berief Fürstbischof Johann Christoph von Westerstetten (1612/36) 1614 die Jesuiten nach Eichstätt und ließ ihnen – ob von dem Graubündner Baumeister Hans Alberthal oder/und von dem Jesuitenbruder Jakob Kurrer, ist umstritten – 1617/20 am Jesuitenplatz, dem heutigen Leonrodplatz, eine geräumige Wandpfeilerkirche mit Tonnengewölbe erbauen. Sie wurde beim Schwedensturm 1634 bis auf die Umfassungsmauern, die Chorwölbung und den 52 Meter hohen Turm zerstört, ebenso wie auch das benachbarte, in Nachfolge des „Collegium Willibaldinum“ 1624/26 errichtete Jesuitenkollegium.

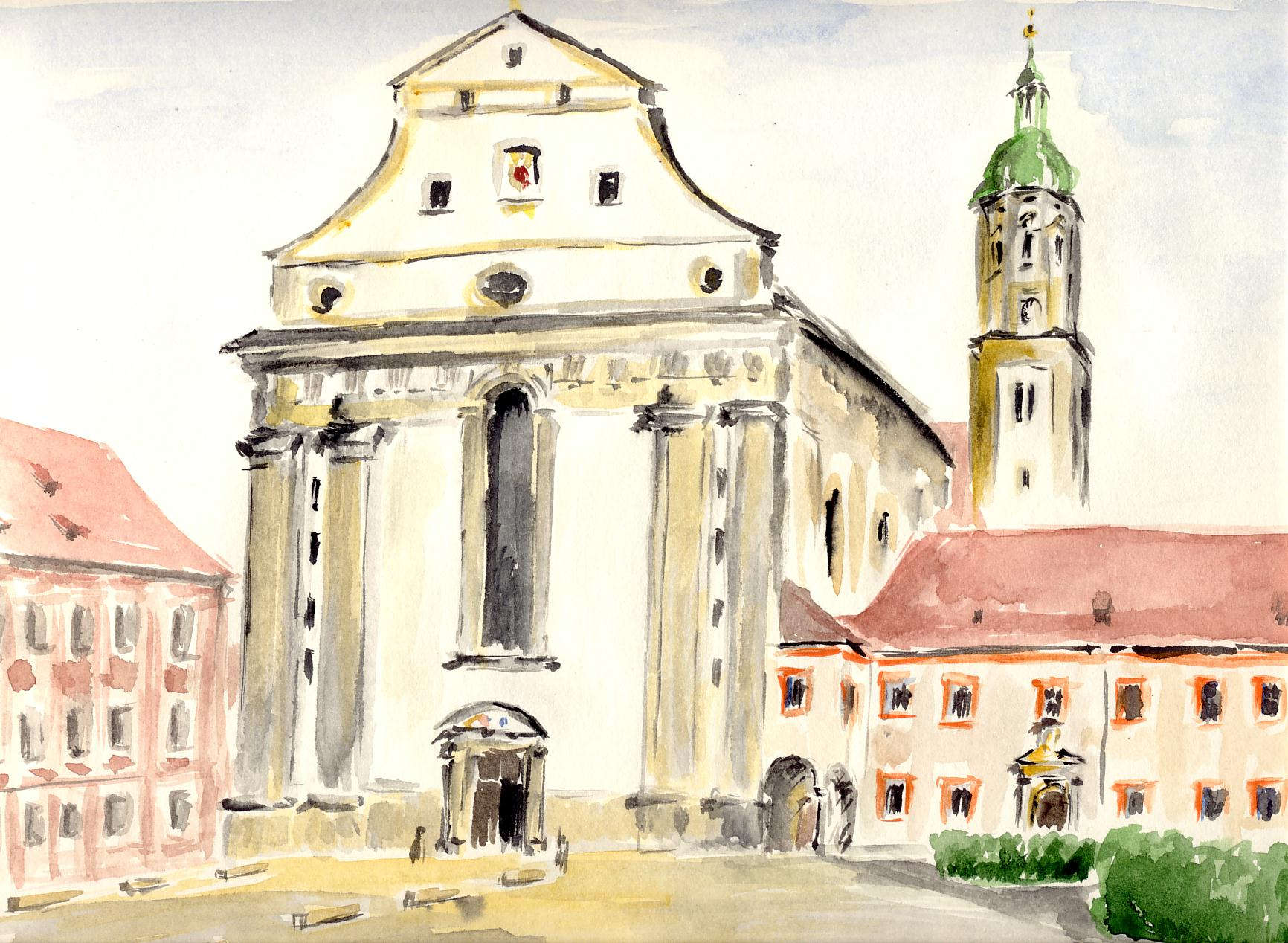
Die Schutzengelkirche am Leonrodplatz in Eichstätt. Aquarell von Siegfried Schieweck-Mauk

1661 erfolgte die Wiedereinwölbung der Renaissance-Kirche, 1717 im Barockstil die Stuckdekorierung und Freskenausschmückung unter der theologischen Gesamtthematik „Wirken der Engel im Heilsgeschehen“, was zur Bezeichnung der Studienkirche als „Schutzengelkirche“ führte.
In der Säkularisation konnte der vom staatlichen Administrator 1809 beantragte Abbruch der „alten baufälligen Kapelle“ verhindert werden. Teilrestaurierungen erfolgten 1844 und 1908/10, eine Gesamterneuerung 1961/64. Jedoch bedachte man welch kostbares Kulturgut man hier findet und verzichtete auf den festen Einbau eines Volksaltares bzw. Ambos. Diese beiden Einrichtungen sind in der Eichstätter Schutzengelkirche nur lose und mobil eingebaut. Deshalb hielt die Bewegung Una Voce anlässlich ihrer Jahrestagung 2003 in der Eichstätter Schutzengelkirche ein levitiertes Hochamt im außerordentlichen Ritus ab.
Nach einer neuen Fassadenfarbgebung im Jahr 1998 und der Neupflasterung des Leonrodplatzes erstrahlte die zwischenzeitlich zur Universitätskirche der Katholischen Universität Eichstätt-Ingolstadt aufgewertete Schutzengelkirche mit ihren überaus zahlreichen Engelsdarstellungen (567 in Holzplastik, Stuck, Öl- und Freskomalerei) in neuer Pracht. 
Zahlreiche Schäden insbesondere an wichtigen Holzbauteilen machten eine durchgreifende Innensanierung erforderlich, zu deren Finanzierung eine Sammelaktion unter dem Motto „567 Engel brauchen Hilfe“ ins Leben gerufen wurde, deren Schirmherrschaft der Leiter der Bayerischen Staatskanzlei, Staatsminister Siegfried Schneider (CSU), übernahm.

## Ausstattung
Die berühmten Engelsfresken sind das Werk des Wormser Malers Johann Michael Rosner, welcher den Auftrag durch Vermittlung des aus Eichstätt stammenden Wormser Weihbischofs Johann Baptist Gegg erhielt. Geggs Bruder Johann Michael war Bürgermeister von Eichstätt und ein Mäzen bei der Ausgestaltung der Kirche.

Das Hochaltargemälde stammt von Johann Evangelist Holzer.

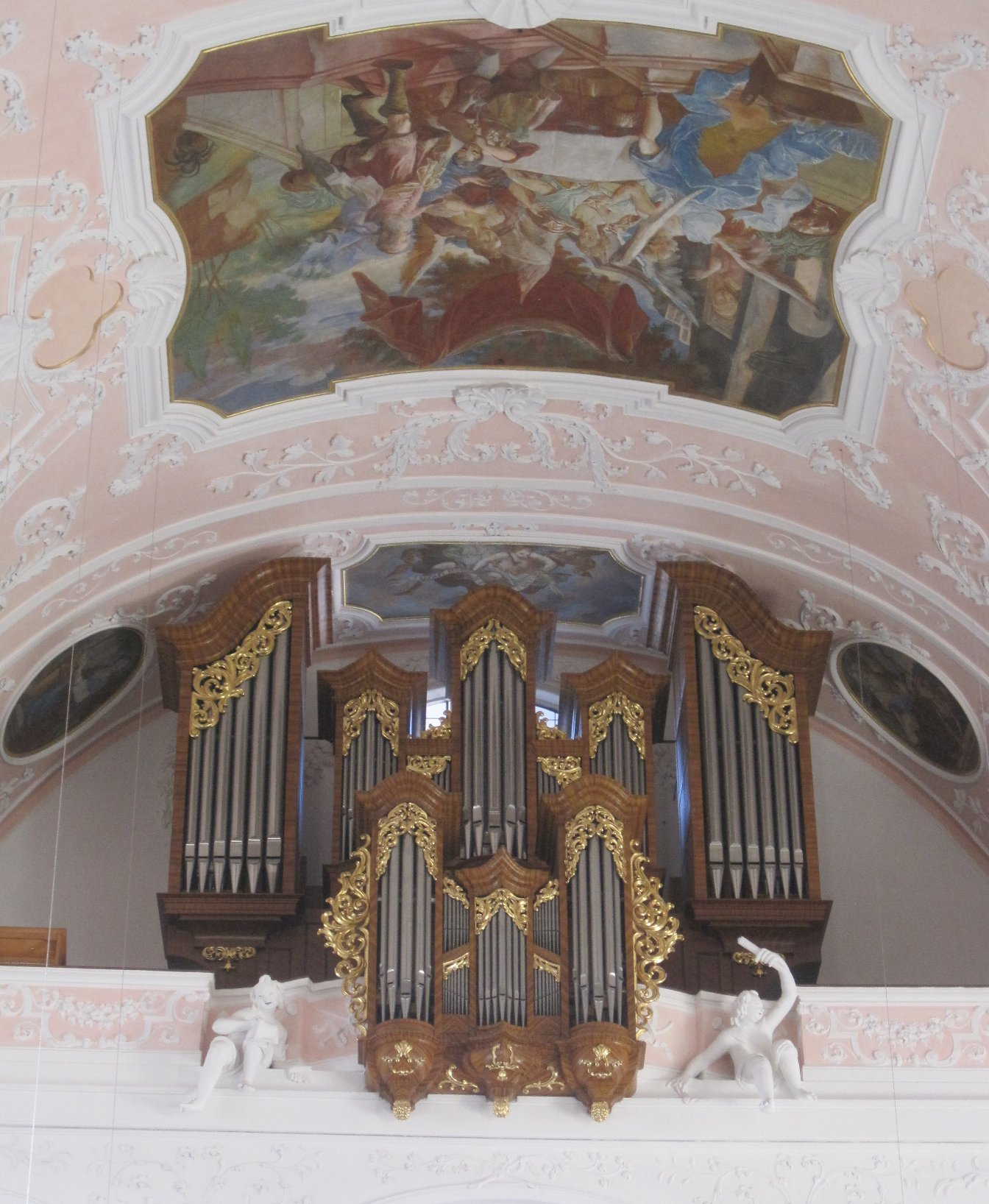
Orgelprospekt mit Rückpositiv

### Orgel
Die Orgel wurde 1966 als erstes Instrument von Orgelbau Mathis in Deutschland gebaut. Das Schleifladen-Instrument hat  40 Register auf 3 Manualen und Pedal. Die Spiel- und Registertrakturen sind mechanisch.
| I Rückpositiv C–g3 |            |       |
| 01.                | Praestant  | 8′    |
| 02.                | Coppel     | 8′    |
| 03.                | Octave     | 4′    |
| 04.                | Rohrflöte  | 4′    |
| 05.                | Nasat      | 2 ⁄3′ |
| 06.                | Flachflöte | 2′    |
| 07.                | Terz       | 1 ⁄3′ |
| 08.                | Octävlein  | 1′    |
| 09.                | Scharf     | 1⁄2′  |
| 10.                | Krummhorn  | 8′    |

| II Hauptwerk C–g3 |                    |       |
| 11.               | Principal          | 16′   |
| 12.               | Principal          | 08′   |
| 13.               | Koppelflöte        | 08′   |
| 14.               | Harfpfeife         | 08′   |
| 15.               | Octave             | 04′   |
| 16.               | Nachthorn          | 04′   |
| 17.               | Quinte             | 2 ⁄3′ |
| 18.               | Superoctave        | 02′   |
| 19.               | Großmixtur V-VI    | 02′   |
| 20.               | Kleinmixtur III-IV | 01′   |
| 21.               | Dulcian            | 16′   |
| 22.               | Trompete           | 08′   |

| III Brustwerk C–g3 |               |        |
| 23.                | Bleigedackt   | 8′     |
| 24.                | Principal     | 4′     |
| 25.                | Spitzflöte    | 4′     |
| 26.                | Schwiegel     | 2′     |
| 27.                | Larigot       | 1 ⁄3′  |
| 28.                | Zink III      | 1 3⁄5′ |
| 29.                | Cymbel III-IV | 1′     |
| 30.                | Vox humana    | 8′     |
|                    | Tremulant     |        |

| Pedal C–g3 |             |       |
| 31.        | Untersatz   | 32′   |
| 32.        | Praestant   | 16′   |
| 33.        | Subbaß      | 16′   |
| 34.        | Octave      | 08′   |
| 35.        | Holzgedackt | 08′   |
| 36.        | Choralbaß   | 04′   |
| 37.        | Mixtur IV   | 2 ⁄3′ |
| 38.        | Posaune     | 16′   |
| 39.        | Zinke       | 08′   |
| 40.        | Clairon     | 04′   |

- Koppeln: I/II, III/II, II/P
- Spielhilfen: Pleno, Hauptwerk ab, Cymbelstern

### Geläut
Im Turm der Kirche hängen 8 Bronze-Glocken. Sechs Glocken wurden 1964 gegossen, eine Glocke stammt aus dem 15. Jahrhundert; 2012 wurde eine weitere Glocke gegossen, um eine Klanglücke zu schließen.
| Nr. | Name                       | Gussjahr | Gießer                     | Gewicht | Schlagton |
| --- | -------------------------- | -------- | -------------------------- | ------- | --------- |
| 1   |                            | 1964     | F. W. Schilling            | 1081    | fis1      |
| 2   |                            | 1434     | Meister Ulrich in Nürnberg |         | gis1      |
| 3   | Maria-Verkündigungs-Glocke | 2012     | Glockengießerei Bachert    | 780     | a1        |
| 4   |                            | 1964     | F. W. Schilling            | 649     | h1        |
| 5   |                            | 1964     | F. W. Schilling            | 464     | cis2      |
| 6   |                            | 1964     | F. W. Schilling            | 274     | e2        |
| 7   |                            | 1964     | F. W. Schilling            | 191     | fis2      |
| 8   |                            | 1964     | F. W. Schilling            | 186     | gis2      |

## Bedeutung
Die Bedeutung der Kirche wird von der Diözese Eichstätt wie folgt beschrieben:

„Die Schutzengelkirche ist ein überregional kultur- und kunsthistorisch bedeutender Sakralbau. Nach der Münchner St. Michaelskirche und der (nachweislich von Hans Alberthal erbauten) Dillinger Studienkirche steht sie in der historischen Abfolge der deutschen Jesuitenkirchen an dritter Stelle. Sie gehört zu den frühesten Jesuitenkirchen Deutschlands und steht in engem Zusammenhang mit den Missionsbestrebungen des damals noch jungen Jesuitenordens. Heute wird die Kirche vom Bischöflichen Seminar Eichstätt und der Katholischen Universität Eichstätt-Ingolstadt genutzt.“